# Brzózki (gmina Popów)
Brzózki – wieś w Polsce położona w województwie śląskim, w powiecie kłobuckim, w gminie Popów.
W latach 1975–1998 miejscowość należała administracyjnie do województwa częstochowskiego.
W pobliżu wsi znajdują meandry rzeki Liswarty. Przez wieś przebiega turystyczny  Zielony Szlak Kłobucki.